# 1867
1867 (MDCCCLXVII) byl rok, který dle gregoriánského kalendáře započal úterým.

## Události

### Česko
- leden–únor – Zemské volby v Čechách
- březen – Zemské volby v Čechách
- 28. srpna – do Prahy byly z Vídně navráceny české korunovační klenoty
- V Ústí nad Labem vznikl měšťanský pivovar Aussiger Brauerei, součást dnešního producenta piva a jiných nápojů Union Drinks, který vyrábí mimo jiné značky Zlatopramen a Březňák

### Svět
- 11. ledna – Benito Juárez se stal podruhé mexickým prezidentem.
- 30. ledna – Zemřel japonský císař Kómei a na Chryzantémový trůn nastoupil jeho syn Meidži, který vládl do roku 1912.
- 2. února – Šógun Tokugawa Jošinobu se vzdává úřadu a předává moc zpět do rukou císaře. Začátek restaurace Meidži.
- 17. února – Suezským průplavem proplula první loď.
- 1. března – Nebraska se stala 37. státem USA
- 15. března – Rakousko-uherské vyrovnání z Rakouského císařství vzniklo Rakousko-Uhersko
- 30. března – Spojené státy, reprezentované Williamem H. Sewardem, uzavřely s carským Ruskem předběžnou kupní smlouvu o nákupu Aljašky
- 1. dubna – 3. listopadu – Světová výstava v Paříži
- 11. května – uznání nezávislosti Lucemburska
- 8. června – Rakouský císař František Josef I. s manželkou Alžbětou byli v Budíně korunováni.
- 19. června – Maxmilián I. Mexický byl popraven.
- 1. července – John Alexander Macdonald se stal prvním kanadským ministerským předsedou.
- 2. září – Císař Meidži Japonský se oženil s císařovnou Šóken (rozená Masako Ičidžó). Císařovna choť je poté známá jako paní Haruko.
- 22. října – USA koupily od carského Ruska Aljašku za 7 200 000 dolarů
- 21. prosince – Prosincová ústava změnila politickou strukturu habsburské monarchie
- v jižní Africe se našly diamanty
- součástí USA se stala Aljaška
- Sultán Abdulaziz udělil Ismailu Pašovi titul chediva

### Probíhající události
- 1861–1867 – Francouzská intervence v Mexiku

## Vědy a umění
- 7. května – Alfred Nobel si ve Spojeném království patentoval dynamit.
- 14. září – Karl Marx vydal své hlavní dílo Kapitál
- 1. prosince – Brahmsovo Requiem poprvé provedeno ve Vídni (pouze 3 úvodní věty z celkových 7, které doplnil později)
- Simon Schwendener objevil symbiotickou povahu lišejníků
- Francouzský chemik Louis Pasteur dokázal – proti dosavadnímu pojetí alkoholického kvašení jako ryze chemického pochodu –, že kvašení je způsob látkové přeměny živých mikroorganismů (kvasinek), které lze zastavit účinkem vysoké teploty, jež kvasinky usmrcuje. Pasterizace se k dlouhodobému uchování potravin používá dodnes.
- Britský vědec Charles Wheatstone upravil vysílač Morseova telegrafu a ovládal vysílání předem děrovanou papírovou páskou. Zrychlil tak rychlost přenosu zpráv a současně vynalezl děrnou pásku.

## Narození
Automatický abecedně řazený seznam viz Kategorie:Narození v roce 1867

### Česko
- 01. ledna – Karel Mušek, divadelní herec a režisér († 12. listopadu 1924)
- 09. ledna – Jaroslav Mattuš, politik († 22. prosince 1919)
- 19. ledna
  - Ferdinand Hrejsa, evangelický teolog a historik († 5. listopadu 1953)
  - Duchoslav Panýrek, chirurg a spisovatel († 27. prosince 1940)
- 22. ledna – František Skalík, kněz, básník, překladatel († 10. prosince 1904)
- 26. ledna – Rudolf Merta, politik († 20. dubna 1934)
- 02. února – Otakar Kukula, lékař, profesor chirurgie († 11. srpna 1925)
- 03. února – Blažena Blažejová, herečka († 19. července 1944)
- 04. února – Theobald Scharnagl, opat cisterciáckého kláštera v Oseku († 9. červen 1943)
- 05. února – František Teplý, archivář a regionální historik († 11. června 1945)
- 07. února – Laura Ingalls Wilder, americká spisovatelka († 10. února 1957)
- 12. února – Josef Pospíšil, architekt († 1918)
- 15. února
  - Valeš Lísa, sběratel slováckých lidových písní († 20. března 1939)
  - Jan Soukup, regionální historik, etnograf a spisovatel († 23. července 1933)
- 16. února – Václav Tille, spisovatel († 26. června 1937)
- 22. února – Karl Hilgenreiner, českoněmecký kněz, teolog a politik († 8. května 1948)
- 28. února – Alois Jalovec, kameraman († 16. září 1932)
- 08. března – Adolf Scholz, politik německé národnosti († 18. května 1946)
- 21. března
  - Benedikt Braun, diplomat a vrchní schwarzenberský správce zámků († 30. srpna 1927)
  - Josef Karas, československý právník a politik († 1. srpna 1943)
- 28. března – Karel Macháň, skladatel, folklorista a spisovatel († ? 1935)
- 06. dubna – Karel Pospíšil, klavírista a skladatel († 6. dubna 1929)
- 09. dubna – Hugo Kosterka, překladatel a vydavatel († 31. května 1956)
- 12. dubna – František Okleštěk, politik († 8. února 1936)
- 24. dubna – Karel Navrátil, novinář a hudební skladatel († 23. prosince 1936)
- 26. dubna – Josef Vlasák, generál a velmistr Rytířského řádu Křižovníků s červenou hvězdou († 17. prosince 1958)
- 03. května – Jurko Lažo, československý politik rusínské národnosti († 28. května 1929)
- 09. května – Jindřich Duchoslav Krajíček, malíř († 20. října 1944)
- 27. května – Karel Weinfurter, překladatel, spisovatel, mystik a okultista († 14. března 1942)
- 11. června – Bohumil Matějka, spisovatel a historik († 11. prosince 1909)
- 26. června – Friedrich Kick, pražský německý architekt († 8. října 1945)
- 21. srpna – Karl Kreibich, československý politik německé národnosti († 26. února 1949)
- 25. srpna – Sigismund Bouška, kněz, básník a literární kritik († 29. srpna 1942)
- 26. srpna – Viktor Foerster, malíř († 9. prosince 1915)
- 29. srpna – Alois Rameš, závodní cyklista († 26. října 1952)
- 31. srpna – Karel Novák, rektor Českého vysokého učení technického († 11. listopadu 1941)
- 01. září – Josef Fischer, politik († 7. října 1939)
- 04. září – Rudolf Hampel, frýdlantský architekt a stavitel († 25. února 1935)
- 15. září – Petr Bezruč, básník († 17. února 1958)
- 04. října
  - František Václav Krejčí, spisovatel, novinář a politik († 30. září 1941)
  - Přemysl Šámal, politik († 9. března 1941)
- 05. října – Karel Sokol, nacionalistický politik († 20. března 1922)
- 06. října – Václav Radimský, malíř († 31. ledna 1946)
- 10. října
  - Dragutin Pokorný, dirigent, hornista († 21. října 1956)
  - Josef Zeman, zakladatel moderní československé defektologie († 12. března 1961)
- 18. října – Alois Rašín, ministr financí Československa († 18. února 1923)
- 21. října – Václav Hradecký, malíř († 14. června 1940)
- 22. října – Ottokar Schubert, československý politik německé národnosti († 4. června 1945)
- 23. října – Stanislav Jiránek, hudební pedagog a skladatel († 19. srpna 1934)
- 05. listopadu – František Xaver Jiřík, historik umění, ředitel Uměleckoprůmyslového muzea v Praze († 27. ledna 1947)
- 08. listopadu – Jindřich Vodák, literární a divadelní kritik († 10. dubna 1940)
- 11. listopadu – Josef Martin Nathan, olomoucký pomocný biskup († 30. ledna 1947)
- 12. listopadu – Hieronymus Siegel, československý politik německé národnosti († 18. srpna 1933)
- 14. listopadu – František Staněk, politik, ministr několika vlád († 19. června 1936)
- 16. listopadu – Vojtěch Bárta, podnikatel a mecenáš († 2. srpna 1916)
- 26. listopadu – Rudolf Karel Zahálka, spisovatel († 14. března 1899)
- 29. listopadu – Karel Váňa, herec a fotograf († 21. května 1951)
- 03. prosince – František Nušl, astronom († 17. září 1951)
- 05. prosince – Josef Vejnar, lékař a fotograf († 19. ledna 1934)
- 22. prosince
  - Joseph Maria Olbrich, česko-rakouský architekt, designér a malíř († 8. srpna 1908)
  - František Xaver Šalda, literární kritik († 4. dubna 1937)
  - Ferdinand Engelmüller, malíř a grafik († 29. září 1924)
- 27. prosince
  - Josef Funk, kanovník kapituly sv. Štěpána v Litoměřicích († 7. listopadu 1924)
  - Johann Schlenz, papežský prelát a konzistorní rada v Praze a v Litoměřicích († 14. listopadu 1939)
- 29. prosince – Karel Mašek, spisovatel, dramatik a novinář († 13. září 1922)
- 30. prosince – Bohuslav Dvořák, malíř († 16. února 1951)

### Svět
- 8. ledna

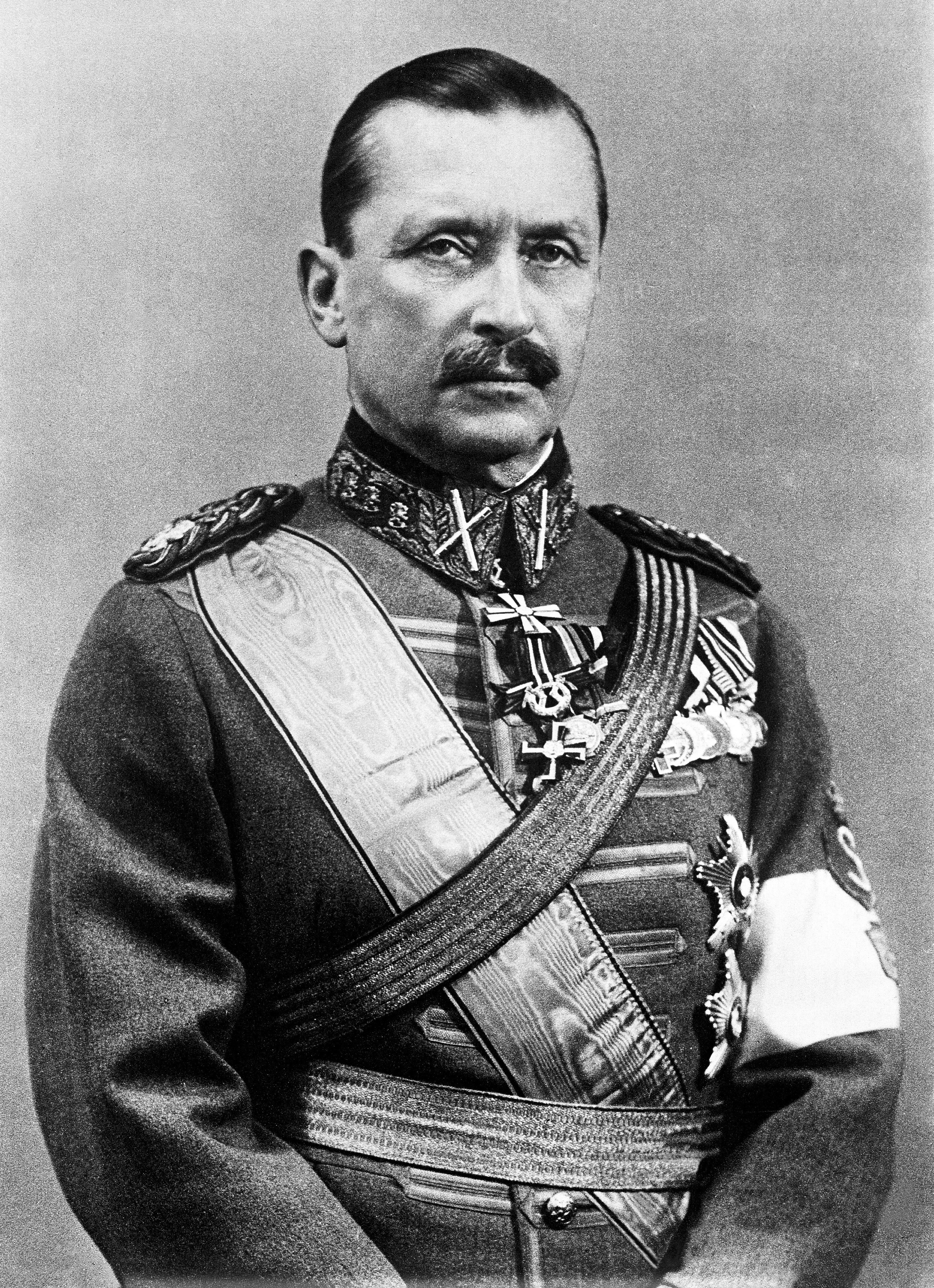
Carl Gustaf Emil Mannerheim (* 4. června)

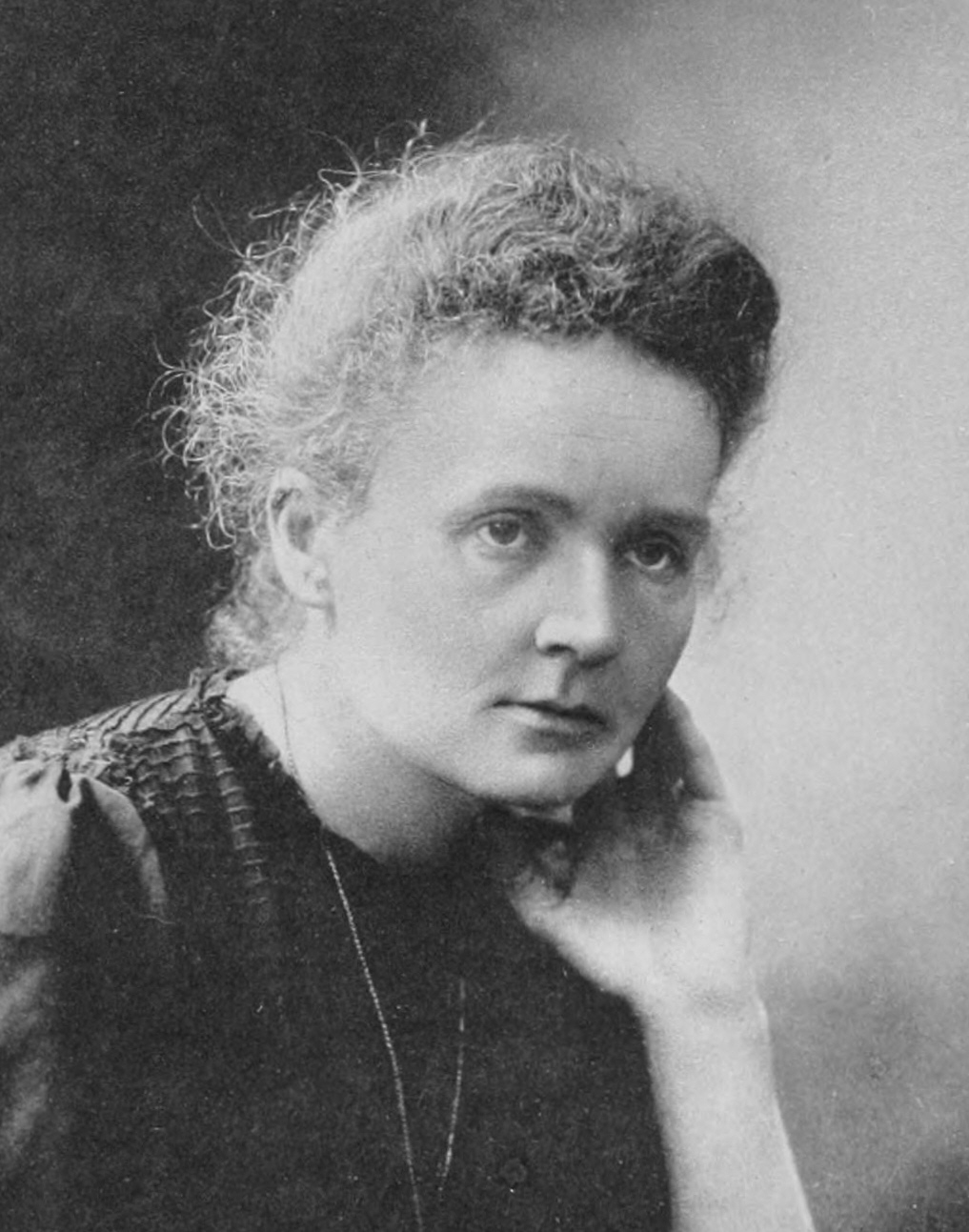
Marie Curie-Skłodowská (* 7. listopadu)

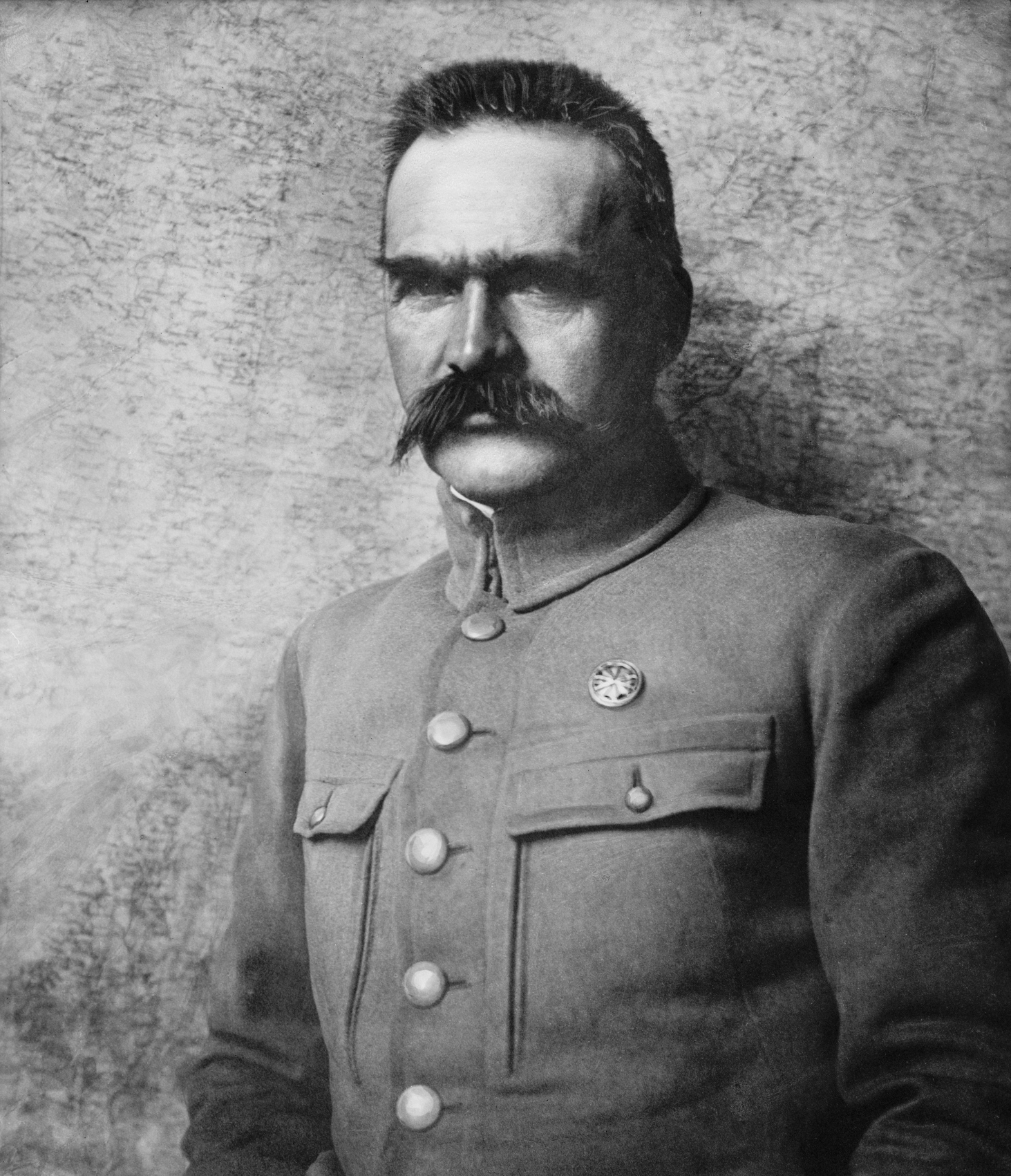
Józef Piłsudski (* 5. prosince)

  - Emily Greene Balch, americká spisovatelka pacifistka († 9. ledna 1961)
  - Friedrich Ris, švýcarský entomolog († 30. ledna 1931)
- 11. ledna – Edward Bradford Titchener, anglicko-americký psycholog († 3. srpna 1927)
- 15. ledna – Marie Terezie Trani, dcera bavorské vévodkyně Matyldy a hraběte Ludvíka Trani. († 1. března 1909)
- 17. ledna – Carl Laemmle, americký filmový producent († 24. září 1939)
- 18. ledna – Rubén Darío, nikaragujský básník a diplomat († 6. února 1916)
- 21. ledna – Ludwig Thoma, bavorský spisovatel († 26. srpna 1921)
- 27. ledna – Pirie MacDonald, americký fotograf († 22. dubna 1942)
- 29. ledna – Vicente Blasco Ibáñez, španělský spisovatel († 28. ledna 1928)
- 2. února – Katarina Beskowová, švédská šachová mistryně († 12. dubna 1939)
- 9. února – Sóseki Nacume, japonský spisovatel, básník, literární teoretik († 9. prosince 1916)
- 13. února – Harold Mahony, irský tenista († 27. června 1905)
- 18. února – Hedwiga Courthsová-Mahlerová, německá spisovatelka († 26. listopadu 1950)
- 20. února – Luisa Koburská, vévodkyně z Fife, dcera britského krále Eduarda VII. († 4. ledna 1931)
- 22. února – Hermann Bäcker, německý spisovatel († 27. dubna 1928)
- 27. února – Irving Fisher, americký ekonom († 29. dubna 1947)
- 10. března – Hector Guimard, francouzský architekt († 20. května 1942)
- 25. března
  - Pavel Blaho, slovenský lékař a československý politik († 29. listopadu 1927)
  - Gutzon Borglum, americký sochař († 6. března 1941)
  - Arturo Toscanini, italský dirigent († 16. ledna 1957)
- 2. dubna – Eugen Sandow, anglický kulturista († 14. října 1925)
- 9. dubna – James H. Leuba, americký psycholog († 8. prosince 1946)
- 14. dubna – René Boylesve, francouzský spisovatel († 14. ledna 1926)
- 16. dubna – Wilbur Wright, spolutvůrce prvního letadla těžšího než vzduch († 30. května 1912)
- 24. dubna – Oleksandr Mychajlovyč Kolessa, ukrajinský literární historik a rakouský politik († 9. května 1945)
- 7. května – Władysław Reymont, polský prozaik († 5. prosince 1925)
- 8. května – Albert z Thurn-Taxisu, německý šlechtic a hlava rodu Thurn-Taxisu († 22. ledna 1952)
- 13. května – Thomas Gann, irský lékař a amatérský archeolog († 24. února 1938)
- 14. května
  - Alice Boughtonová, americká portrétní fotografka († 21. června 1943)
  - Kurt Eisner, německý levicový politik († 21. února 1919)
- 25. května – Antonin Foerster, slovinský klavírní virtuos českého původu († 9. ledna 1915)
- 26. května
  - Marie z Tecku, britská královna, manželka Jiřího V. († 24. března 1953)
  - Ernst Sellin, německý luterský profesor Starého zákona a archeologie († 1. ledna 1946)
- 29. května – Frank Stoker, irský tenista a ragbista († 8. ledna 1939)
- 31. května – Marie Josefa, matka posledního rakouského císaře Karla I. († 28. května 1944)
- 4. června – Carl Gustaf Emil Mannerheim, finský politik, diplomat a vojevůdce († 27. ledna 1951)
- 7. června – Gaston de Chasseloup-Laubat, francouzský automobilový závodník († 20. listopadu 1903)
- 8. června – Frank Lloyd Wright, americký architekt († 9. dubna 1959)
- 11. června – Charles Fabry, francouzský fyzik († 11. prosince 1945)
- 15. červen – Konstantin Balmont, ruský symbolistický básník († 23. prosince 1942)
- 28. června
  - Francisco Bens, španělský voják, první guvernér Ria de Oro († 5. dubna 1949)
  - Luigi Pirandello, italský dramatik († 10. prosince 1936)
- 8. července – Käthe Kollwitzová, německá sochařka a malířka († 22. dubna 1945)
- 10. července – Maxmilián Bádenský, německý říšský kancléř († 6. listopadu 1929)
- 17. července – Leo Jogiches, spoluzakladatel komunistické strany Německa († 10. března 1919)
- 27. července – Enrique Granados, španělský hudební skladatel a klavírista († 24. března 1916)
- 3. srpna – Stanley Baldwin, britský premiér († 214. prosince 1947)
- 7. srpna – Emil Nolde, německý expresionistický malíř († 13. dubna 1956)
- 9. srpna – Vavro Šrobár, slovenský lékař, československý politik († 6. prosince 1950)
- 14. srpna – John Galsworthy, anglický prozaik a dramatik († 31. ledna 1933)
- 22. srpna – Maximilian Bircher-Benner, švýcarský lékař, dietolog († 24. ledna 1939)
- 23. srpna – Marcel Schwob, francouzský symbolistický básník a spisovatel († 12. února 1905)
- 28. srpna – Umberto Giordano, italský skladatel († 12. listopadu 1948)
- 7. září – Camilo Pessanha, portugalský spisovatel († 1. března 1926)
- 8. září – Alexandr Parvus, ruský židovský revolucionář († 12. prosince 1924)
- 9. září – Ernst Oppler, německý malíř († 1. března 1929)
- 16. září – Eva Watson-Schütze, americká fotografka a malířka († ? 1935)
- 19. září – Arthur Rackham, anglický ilustrátor († 6. září 1939)
- 21. září – Henry L. Stimson, americký státník († 20. října 1950)
- 25. září – Jevgenij Karlovič Miller, ruský generál († 11. května 1939)
- 26. září – Józef Leśniewski, polský generál a ministr obrany († 3. října 1921)
- 27. září – Vladimir Maj-Majevskij, ruský generál († 30. listopadu 1920)
- 29. září – Walther Rathenau, německý průmyslník, politik, spisovatel a státník († 24. června 1922)
- 2. října – Božena Slančíková-Timrava, slovenská spisovatelka († 27. listopadu 1951)
- 3. října – Pierre Bonnard, francouzský malíř († 23. ledna 1947)
- 10. října – Dürrüaden Kadınefendi, druhá manželka osmanského sultána Mehmeda V. († 17. října 1909)
- 15. října – Sergej Borisov, ruský fotograf († 31. srpna 1931)
- 16. října – Ferdynand Hoesick, polský nakladatel, spisovatel a literární historik († 13. dubna 1941)
- 22. října – Ivan Žolger, předlitavský státní úředník a politik († 16. května 1925)
- 25. října – Józef Dowbor-Muśnicki, polský generál († 26. října 1937)
- 28. října – Hans Driesch, německý biolog a filosof († 16. dubna 1941)
- 3. listopadu – Stanisław Szeptycki, polský generál († 9. října 1950)
- 7. listopadu – Marie Curie-Skłodowská, polská fyzička a chemička († 4. července 1934)
- 11. listopadu – James E. Quibell, britský egyptolog († 5. června 1935)
- 16. listopadu – Léon Daudet, francouzský spisovatel († 30. června 1942)
- 17. listopadu – Ludwig von Flotow, ministr zahraničí Rakouska-Uherska († 6. dubna 1948)
- 27. listopadu – Charles Koechlin, francouzský hudební skladatel († 31. prosince 1950)
- 1. prosince – Ignacy Mościcki, polský vědec, politik a meziválečný prezident († 2. října 1946)
- 3. prosince – Fran Milčinski, slovinský právník, vypravěč a dramatik († 24. října 1932)
- 5. prosince
  - Antti Aarne, finský folklorista († 5. února 1925)
  - Józef Piłsudski, obnovitel svobodného Polska († 12. května 1935)
- 26. prosince – Julien Benda, francouzský filozof a spisovatel († 7. června 1956)

## Úmrtí
Automatický abecedně řazený seznam viz Kategorie:Úmrtí v roce 1867

### Česko
- 17. února – Evžen Vratislav z Mitrovic, šlechtic (* 8. července 1786)
- 3. dubna – Ferdinand Rotter starší, textilní podnikatel a politik německé národnosti (* 6. února 1808)
- 28. dubna – František Doubravský, hudební skladatel, sbormistr a varhaník (* 7. února 1790)
- 27. března – Heřman Přerhof, recitátor a organizátor kulturního života (* 1. června 1831)
- 3. června – Franz Taschek, rakouský a český právník, velkostatkář a politik (* 20. ledna 1808)
- 22. července – Cyril František Napp, opat, kulturní a politický činitel (* 5. října 1792)
- 23. srpna – Leopold von Lämmel, podnikatel, politik a finančník německé národnosti (* 18. září 1790)
- 20. září – Josef Podlipský, lékař, novinář a politik (* 30. listopadu 1816)
- 23. prosince – Jan Michalička, kantor a hudební skladatel (* 1791)
- ? – Jan Šoch, jihočeský zedník a lidový umělec (* 1798)

### Svět

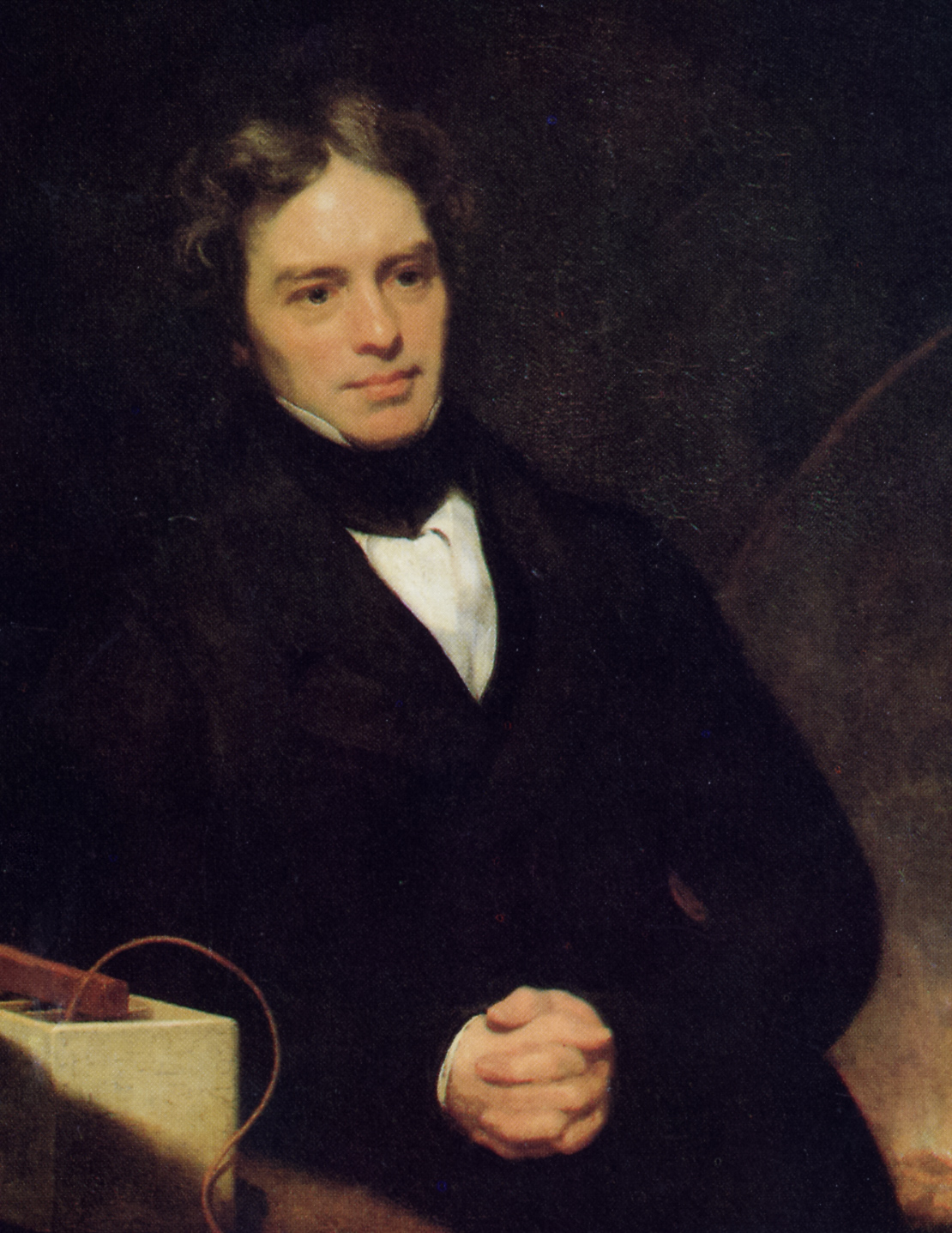
Michael Faraday († 25. srpna)

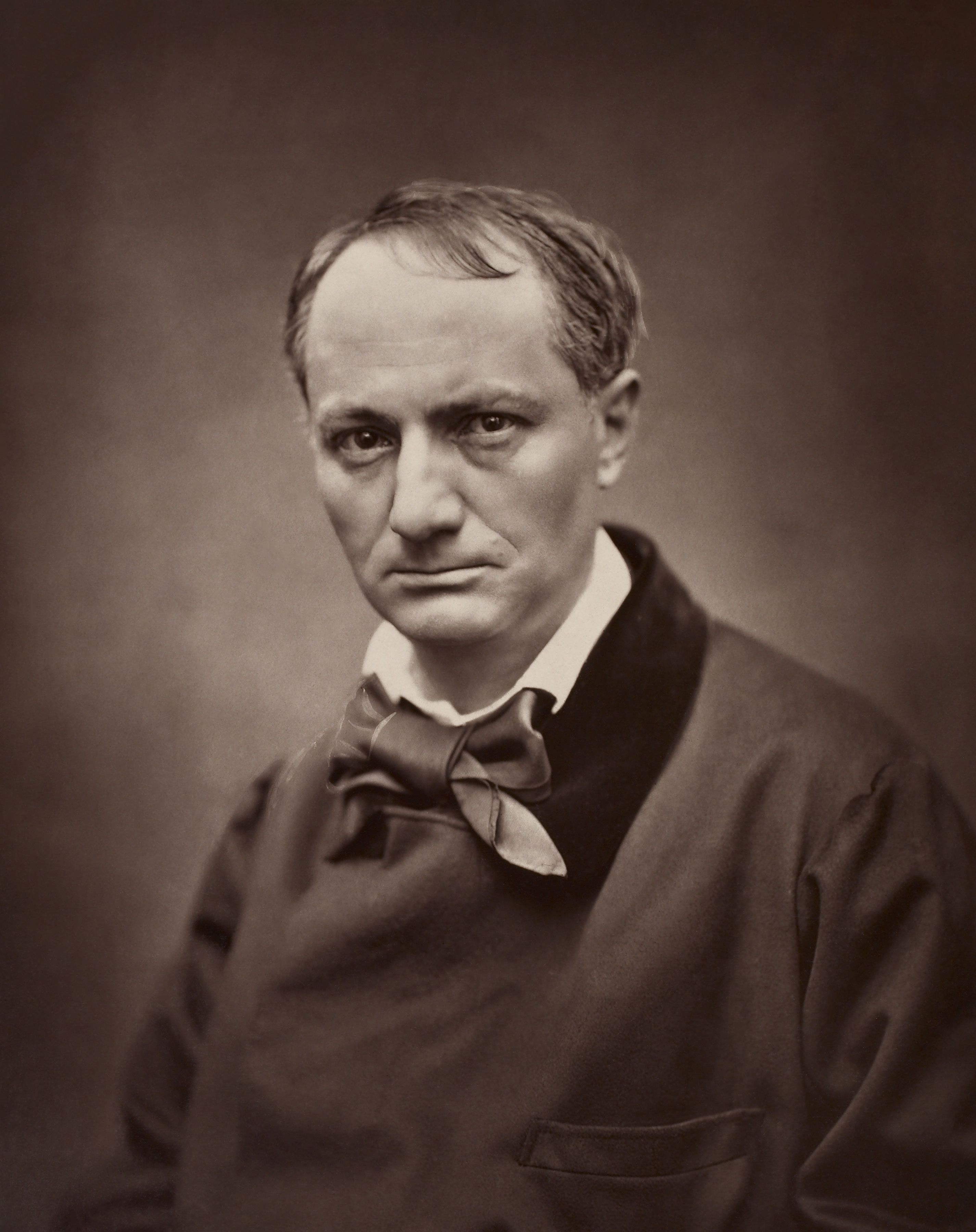
Charles Baudelaire († 31. srpna)

- 11. ledna – Marguerite Georges, milenka Napoleona Bonaparte a cara Alexandra I. (* 23. února 1787)
- 14. ledna
  - Victor Cousin, francouzský filozof (* 28. listopadu 1792)
  - Jean Auguste Dominique Ingres, francouzský malíř (* 29. srpna 1780)
- 21. ledna – Jan Yi Yun-il, korejský katolický svatý (* 1823)
- 30. ledna – Kómei, 121. japonský císař (* 22. července 1831)
- 19. února – Štěpán Habsbursko-Lotrinský, rakouský arcivévoda a uherský palatin (* 14. září 1817)
- 6. března – Peter von Cornelius, německý malíř (* 23. září 1783)
- 9. března – Žofie Saská, saská princezna a bavorská vévodkyně (* 15. března 1845)
- 20. dubna – John Bozeman, americký podnikatel v hornictví a mecenáš (* leden 1835)
- 22. dubna – Alexandr Dmitrijevič Petrov, ruský šachový mistr (* 12. února 1794)
- 28. května – Ján Slavoľub Badušek, slovenský kněz publicista (* 1840)
- 6. června – Matylda Marie Rakouská, dcera arcivévody Albrechta Fridricha Rakousko-Těšínského (* 25. ledna 1849)
- 19. června
  - Miguel Miramón, mexický prezident (* 17. listopadu 1831)
  - Tomás Mejía, mexický generál (* 17. září 1820)
  - Maxmilián I. Mexický, mexický císař z rodu Habsburků (* 6. července 1832)
- 26. června – Maximilián Anton von Thurn und Taxis, dědičný princ († 28. září 1831)
- 20. července – Mirko Petrović-Njegoš, černohorský válečník, diplomat a básník (* 29. srpna 1820)
- 26. července – Ota I. Řecký, řecký král (* 1. června 1815)
- 8. srpna – Marie Terezie Izabela Rakouská, arcivévodkyně rakouská, manželka krále Ferdinanda II. Sicilského (* 31. července 1816)
- 25. srpna – Michael Faraday, fyzik a vynálezce, (* 22. září 1791)
- 31. srpna – Charles Pierre Baudelaire, francouzský básník (* 9. dubna 1821)
- 10. září – Šimon Sechter, rakouský varhaník, dirigent a skladatel (* 11. října 1788)
- 3. října – Elias Howe, americký vynálezce šicího stroje (* 9. července 1819)
- 17. října – Laura Secord, kanadská národní hrdinka (* 13. září 1775)
- 23. října – Franz Bopp, německý jazykovědec (* 14. září 1791)
- 9. října – Georgi Rakovski, bulharský spisovatel a revolucionář (* 14. dubna 1821)
- 17. října – Maurice Firzhardinge Berkeley, britský admirál (* 3. ledna 1788)
- 19. října – James South, anglický astronom (* 1785)
- 31. října – William Parsons, britský astronom (* 17. června 1800)
- 4. listopadu – Evžen Vilém Haugwitz, rakouský generál (* 16. listopadu 1777)
- 6. prosince – Giovanni Pacini, italský operní skladatel (* 11. února 1796)
- 9. prosince – Johann Nikolaus von Dreyse, německý puškař (* 20. listopadu 1787)
- 22. prosince
  - Théodore Rousseau, francouzský malíř (* 15. dubna 1812)
  - Jean-Victor Poncelet, francouzský matematik, mechanik a geometr (* 1. července 1788)
- 27. prosince – Antoine Claudet, francouzský fotograf (* 12. srpna 1797)
- ? – Auguste Belloc, francouzský fotograf (* 1800)

## Hlavy států
- Papež – Pius IX. (1846–1878)

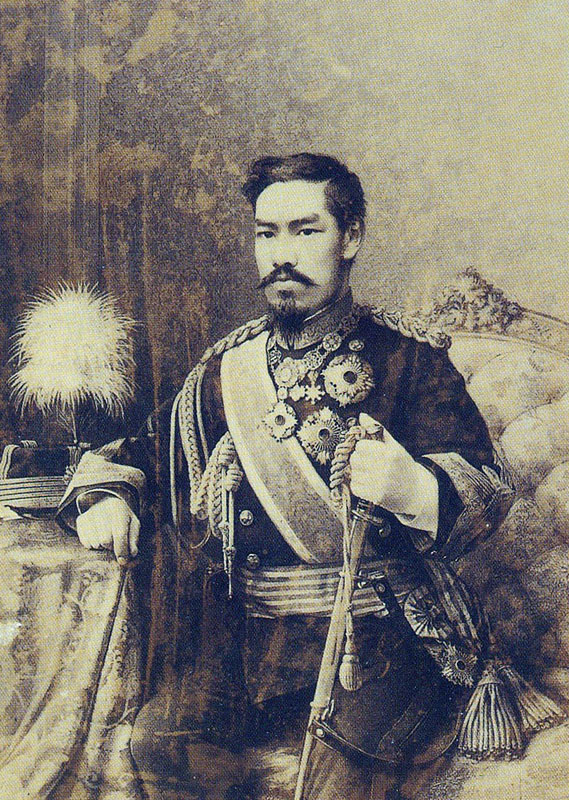
V roce 1867 na japonský trůn nastoupil císař Meidži

- Království Velké Británie – Viktorie (1837–1901)
- Francie – Napoleon III. (1852–1870)
- Uherské království – František Josef I. (1848–1916)
- Rakouské císařství – František Josef I. (1848–1916)
- Rusko – Alexandr II. (1855–1881)
- Prusko – Vilém I. (1861–1888)
- Bavorsko – Ludvík II. (1864–1886)
- Dánsko – Kristián IX. (1863–1906)
- Švédsko – Karel XV. (1859–1872)
- Belgie – Leopold II. Belgický (1865–1909)
- Nizozemsko – Vilém III. Nizozemský (1849–1890)
- Řecko – Jiří I. Řecký (1863–1913)
- Španělsko – Isabela II. Španělská (1830–1870)
- Portugalsko – Ludvík I. Portugalský (1861–1889)
- Itálie – Viktor Emanuel II. (1861–1878)
- Rumunsko – Karel I. Rumunský (1866–1881 kníže, 1881–1914 král)
- Osmanská říše – Abdulaziz (1861–1876)
- USA – Andrew Johnson (1865–1869)
- Japonsko – Kómei (1846–1867) / Meidži (1867–1912)